# Amauropelma pineck
Amauropelma pineck là một loài nhện trong họ Ctenidae.
Loài này thuộc chi Amauropelma. Amauropelma pineck được miêu tả năm 2001 bởi Raven & Stumkat.